# Видра (Арад)
Видра (рум. Vidra) насеље је у Румунији у округу Арад у општини Варфуриле. Oпштина се налази на надморској висини од 282 m.

## Становништво
Према подацима из 2002. године у насељу је живело 296 становника, од којих су сви румунске националности.